# Démoret
Démoret és un municipi de Suïssa del cantó de Vaud, està situat al districte del Jura-Nord vaudois.